# Ramin Maleki
Ramin Maleki Mizan (* 18. März 1987) ist ein iranischer Straßenradrennfahrer.
Ramin Maleki wurde 2008 Etappenzweiter und Etappenfünfter bei der Kerman Tour. Seit 2009 fährt er bei dem iranischen Tabriz Petrochemical Team. In der Saison 2011 belegte er den vierten Platz bei einem Tagesabschnitt der Tour of Thailand und er wurde Dritter in der Mannschaftsverfolgung der nationalen Bahnradmeisterschaft. Im September startete er bei der Tour de Brunei. Nachdem er bei den Etappenankünften Zweiter, Dritter und Vierter wurde, konnte er die letzte Etappe für sich entscheiden. 

## Erfolge
2011
- eine Etappe Tour de Brunei

## Teams
- 2009 Petrochemical Tabriz Cycling Team
- 2010 Tabriz Petrochemical Cycling Team
- 2011 Tabriz Petrochemical Team
- 2012 Tabriz Petrochemical Team
- 2013 Azad University Giant Team (bis 5. Juni)
- 2013 Ayandeh Continental Team (ab 6. Juni)
- 2014 Tabriz Shahrdari Ranking (bis 10. April)
- 2014 Tabriz Petrochemical Team (ab 1. Juni)